# Bujinkan
Bujinkan (神武館) ou Bujinkan Budo Taijutsu é uma organização de artes maciais, criada pelo Dr. Masaaki Hatsumi em 1972 para promover a arte Ninja e as nove antigas tradições do guerreiro.
A organização é composta por um conjunto de nove escolas ou tradições (ryū), com três estilos de Ninjutsu e outros estilos da tradição Samurai e Budo. O grande mestre Masaaki Hatsumi viajava para fora do Japão todos os anos para ministrar Taikai (grande encontro ou grande estágio) em várias partes do mundo.

## Origens
Hatsumi-soke teve seu primeiro contato com o Ninjutsu através de seu sensei Takamatsu Toshitsugu, que por sua vez obteve boa parte de seus conhecimentos em artes marciais por meio de Toda Shinryuken Masamitsu, avô de Takamatsu, e soke da escola Shinden Fudo Ryu. O avô de Takamatsu era um samurai e um descendente direto do fundador do Gyokko Ryu (e que o Gikan-ryu foi passado para Takamatsu através de outra fonte) [7]. Outras escolas, como a Takagi Yoshin Ryu e Kukishinden Ryu são de membros de famílias samurais. Hoje, a Bujinkan pretende incorporar técnicas que foram desenvolvidas pelas 9 escolas tradicionais, supervisionada pelo Dr. Hatsumi e outros Shihan.

## Bujinkan no Brasil
A Bujinkan Budo Taijutsu entrou no Brasil em 1988, espalhando-se por todo país, tendo Dojos nas principais cidades brasileiras e continua crescendo cada vez mais e mais, ganhando status e o reconhecimento inclusive das demais Artes Marciais.

## Regras de participação na Bujinkan Dōjō
1. A Bujinkan está aberta apenas àqueles que estejam de acordo com as regras da Bujinkan Dojo. Aqueles que não concordarem com as regras não devem ser aceitos. Especificamente: apenas aqueles que leram e concordam com estas regras devem ser permitidos participar.
2. Somente aqueles capazes de exercitar a verdadeira paciência, auto-controle e dedicação podem participar. Um exame médico deve ser providenciado. Especificamente, indivíduos com doenças mentais, vício em drogas ou instabilidade mental devem ser proibidos de entrar. A necessidade de tal exame diz respeito a indivíduos que podem apresentar perigo a outros, por exemplo, aqueles com doenças infecciosas, indivíduos com personalidade ou fisiologia clinicamente anormais e indivíduos que não tenham auto-controle.
3. Indivíduos com ficha criminal devem ser recusados. Arruaceiros, criminosos e aqueles que moram no Japão e infringem as leis domésticas devem ser barrados.
4. Aqueles que não estiverem seguindo as regras da Bujinkan, ou como praticantes ou como membros da sociedade, cometendo atos vergonhosos ou reprováveis devem ser expulsos. Até agora, a Bujinkan estava aberta para um grande número de pessoas que foi ao Japão. Entre elas, infelizmente, estavam aqueles que cometiam atos violentos embriagados, os doentes mentais e arruaceiros que pensavam apenas para si mesmos e falhavam em ver que suas ações podiam afetar outros de forma adversa. Através de suas atitudes, estas pessoas  estavam descartando o tradicional coração benevolente da Bujinkan. Deste dia em diante, todas estas pessoas devem ser expulsas.
5. Com relação a acidentes ocorridos durante o treinamento (tanto dentro quanto fora do dojo), não se deve trazer problemas à Bujinkan, Este é um ponto muito importante. Aqueles que não estejam dispostos a tomar responsabilidade pessoal por acidentes ocorridos durante o treinamento Bujinkan não devem ser aceitos. Retomando com mais clareza, a Bujinkan não tomará responsabilidade por quaisquer acidentes ocorridos no curso do treinamento, independente da localidade.
6. Todos aqueles que entrarem na Bujinkan devem adquirir a member (cartão de sócio). Este cartão preserva a honra dos membros da Bujinkan e indica que você é parte de um grande todo cujos membros se juntam como corações guerreiros para melhorarem a si mesmos através do treinamento e da amizade. Ele evidência a glória da virtude guerreira e encorpora tanto a lealdade quanto o amor fraternal.
7. A tradição da Bujinkan reconhece a natureza e o universo de toda vida humana e está ciente daquilo que flui naturalmente entre as duas partes:

"O princípio secreto do Taijutsu é conhecer os fundamentos da paz."
"Estudar é o caminho para o coração inabalável (fudoshin)."
Recentemente, a Bujinkan se tornou verdadeiramente internacional. Assim como existem vários horários mundiais, existem vários tabus entre os povos e nações do mundo. Nós devemos respeitar uns aos outros, nos esforçando para evitar tais tabus. Devemos pôr o coração do guerreiro em primeiro lugar, trabalhando juntos para o auto-crescimento e para a melhoria da Bujinkan.
Aqueles que não estiverem de acordo com as regras acima mencionadas não podem fazer parte da Bujinkan.
Masaaki Hatsumi - Soke, Nodashi, Chibaken, Japão 

## As Nove Escolas (Ryū) praticadas na Bujinkan

### Gikan-ryū Koppōjutsu
Escola da Verdade, Lealdade e Justiça
Foi fundada em meados do século XV por Sasaki OrouemonAkiyari. A especialidade desta escola é o Koppõjutsu. Esta escola utiliza também técnicas de Koshijutsu.
Caracteristicas técnicas:
Esta escola ensina chutes especiais, ataques de punho e projeções. Se caracteriza pelo uso dinámico de trabalho com os pés.

### Gyokko-ryū Kosshijutsu
Esta escola foi fundada em meados do século XII por Tozawa Hakunnsai. Pensa-se que esta escola teve sua origem na China no Século IX. A especialidade desta escola é o Koshijutsu que utiliza técnicas de ataque aos pontos vitais e órgãos. Esta escola tem uma forte ligação com o Kenpō Chinês. Esta escola é a mais antiga do sistema da Bujinkan e é a base de muitas artes marciais de Bujutsu e Ninjutsu da região de Iga.

### Gyokushin-ryū Ninpō
Esta escola foi fundada no século XV por Sasaki Orouemon Akiyari. Gyokushin-ryū é conhecida pelo uso de Nagenawa (laço).

### Kuki Shinden Happō Bikenjutsu
Foi fundada por meados do século XIII Izumo Kanja. Esta escola é uma escola basicamente de guerra e utiliza diversas armas, é famosa pelo uso de Naginata (alabarda), Yiari (lança), Bo (bastão), Shuriken (lâminas de arremesso), mas a sua especialidade era mesmo no uso da espada.

### Kotō-ryū Koppōjutsu
Foi fundada no século XVI por Toda Sakyo. As especialidades desta escola são o Koppōjutsu (técnicas para partir ossos) e Kyusho (pontos de pressão). Esta escola utiliza uma técnica de espada pouco usual, maguetsu no kamae.

### Kumogakure-ryū Ninpō
Esta escola foi fundada em meados do século XV por Iga Heinaizaemon. Esta escola é famosa pelo uso de máscaras demoníacas para assustar o inimigo e também pelo uso de Kamayari (corrente e foice). Kumogakure-ryū é especialista em técnicas de salto e em técnicas de sobrevivência.

### Shinden Fudō-ryū Dakentaijutsu
Esta escola foi fundada no principio do século XII por Izumo Kanja. A especialidade desta escola é o Dakentaijutsu. Nesta escola utiliza-se somente os princípios da natureza, como tal não existe posições.

### Takagi Yōshin-ryū Jūtaijutsu
Foi fundada no século XVI por Takagi Oriemon Shigenobu. A especialidade desta escola é o Jūtaijutsu, técnicas eficazes e rápidas de projeções, imobilizações, chaves e estrangulamentos. Este estilo utiliza também técnicas de fuga.

### Togakure-ryū Ninpō Taijutsu
Esta é talvez a mais famosa escola de Ninjutsu praticada na atualidade e dos poucos existentes. Esta escola foi fundada no princípio do século XII por Daisuke Togakure. Esta escola é famosa pelo uso de armas como o Shuriken (lâminas de arremesso) e os Shukos (garras de mão). Togakure-ryū utiliza técnicas de manipulação e intimidação mental. Esta escola é especialista também em Koshijutsu e Dakentaijutsu.
De acordo com membros da Bujinkan Ninja Jūhakkei, as dezoito disciplinas (jūhakkei <jūhachi-kei) foram pela primeira vez declarou nos pergaminhos de Togakure-ryu 戸 隠 流, ou "Escola da Porta Oculta", supostamente fundado durante o período Oho (1161-1162) por um Daisuke Nishina (Togakure), que aprendeu uma visão de vida e técnicas (ninjutsu) de Kagakure Doshi.Togakure ryu Ninjutsu Hidensho é um manuscrito na posse de Masaaki Hatsumi, que é dito documento Togakure-ryu. O documento é a origem da suposta "18 habilidades de Ninjutsu".
Ninja jūhakkei foi muitas vezes estudada junto com Bugei Jūhappan (o "18 samurai habilidades arte de combate"). Embora alguns são usados da mesma forma por ambos os samurai e ninja, outras técnicas foram utilizadas de maneira diferente pelos dois grupos.
As 18 disciplinas são:
| -  | disciplinas       | técnicas                         |  |
| -- | ----------------- | -------------------------------- |  |
| 1  | Seishinteki Kyoyo | refinamento espiritual           |  |
| 2  | Taijutsu          | combate desarmado                |  |
| 3  | Kenjutsu          | técnicas de espada               |  |
| 4  | Bojutsu           | bastão e técnicas de grupo       |  |
| 5  | Sojutsu           | técnicas de lança                |  |
| 6  | Naginatajutsu     | técnicas de naginata             |  |
| 7  | Kusarigamajutsu   | técnicas kusarigama              |  |
| 8  | Shurikenjutsu     | técnicas de arremesso de armas   |  |
| 9  | Kayakujutsu       | pirotecnia                       |  |
| 10 | Hensojutsu        | disfarce e representação         |  |
| 11 | Shinobi-iri       | camuflagem e técnicas de invasão |  |
| 12 | Bajutsu           | cavalaria                        |  |
| 13 | Sui-ren           | treino aquático                  |  |
| 14 | Bōryaku           | táticas                          |  |
| 15 | Choho             | espionagem                       |  |
| 16 | Intonjutsu        | fuga e ocultação                 |  |
| 17 | Tenmon            | meteorologia                     |  |
| 18 | Chi-mon           | geografia                        |  |

O nome da disciplina de Taijutsu (体 术?), Significa literalmente "habilidade corporal" ou "arte corporal". Historicamente, o taijutsu palavra é muitas vezes no Japão, usado como sinônimo de jujutsu (assim como muitos outros termos) para se referir a uma gama de habilidades de luta. O termo também é usado na arte marcial do aikido para distinguir as técnicas de combate desarmado de outros (luta da vara, por exemplo) técnicas. Em ninjutsu, especialmente desde o surgimento do gênero filme de Ninja na década de 80, era usado para evitar a referir explicitamente ao "ninja" técnicas de combate.

## Graduação

### Graduações Faixas Homem Adulto
| Faixa  | Kyu/Dan          | Imagem |
| ------ | ---------------- | ------ |
| Branca | 10º Kyu          |        |
| Verde  | 9º - 1º Kyu      |        |
| Preta  | 1º Dan - 15º Dan |        |

### Graduações Faixas Mulher Adulta
| Faixa    | Kyu/Dan          | Imagem |
| -------- | ---------------- | ------ |
| Branca   | 10º Kyu          |        |
| Vermelha | 9º - 1º Kyu      |        |
| Preta    | 1º Dan - 15º Dan |        |

### Graduações Faixas Infantil
Faixas para praticantes até 14 anos.
| Faixa   | Kyu/Dan     | Imagem |
| ------- | ----------- | ------ |
| Branca  | 10º Kyu     |        |
| Amarela | 9º - 1º Kyu |        |
| Azul    | 1º Dan      |        |

A Faixa preta, será concedida após o praticante completar 15 anos, bem como a verde/vermelha será concedida ao amarela após os 15 anos.

### Graduações Níveis

#### Níveis Kyu
O Dojo Bujinkan tem uma série de dez kyus (graus) abaixo do nível de shodan, começando com Jikkyū (10º kyu) para Ikkyū (1º kyu), com o 10º kyu sendo o posto mais baixo e 1º kyu sendo o mais alto. Ao contrário de outras artes marciais japonesas, como karatê e judô, iniciante (mukyū) sem faixa, praticantes usam faixas brancas, profissionais de grau kyu faixas verdes, e aqueles com nível de Shodan e acima,usam faixas pretas. Em alguns praticantes de nível dojos Kyu - especialmente em aulas para crianças - usar faixas coloridos, embora a cor real do cinto varia de lugar para lugar. No Japão, ele já foi habitual para kyu nível de homens a usar cinturões verdes ao longo de um kimono preto e as mulheres de usarem cintos vermelhos ao longo de um gi roxo, no entanto, esta prática foi amplamente abandonada. Atualmente em quase todo o Japão, membros da Bujinkan utilizam a faixa verde para ambos os sexos. Fora do Japão, alguns países ainda seguem o verde para os homens / vermelho para as mulheres personalizado, enquanto outros usam verde para todos os praticantes.

##### Classificação Kiū (em japonês)
- 10º Kyu - Jikkyū (十級:じっきゅう)
- 9º Kyu - Kyūkyū (九級:きゅうきゅう)
- 8º Kyu - Hachikyū (八級:はちきゅう)
- 7º Kyu - Nanakyū, Shichikyū (七級:ななきゅう, しちきゅう)
- 6º Kyu - Rokkyū (六級:ろっきゅう)
- 5º Kyu - Gokyū (五級:ごきゅう)
- 4º Kyu - Yonkyū (四級:よんきゅう)
- 3º Kyu - Sankyū (三級:さんきゅう)
- 2º Kyu - Nikyū (二級:にきゅう)
- 1º Kyu - Ikkyū (一級:いっきゅう)

#### Níveis Dan
Há quinze graus dan na Bujinkan. Depois de atingir o posto de Judan (décimo Dan) a mais cinco níveis até o décimo quinto dan, que consistem de estudos avançados em escolas individuais ou Ryu-ha. O estudo da Tenchijin Ryaku Nao Maki (As artes da Terra,Céu e do homem) constitui a base de Kyu a de Shodan (1 º Dan) e compreende todas as técnicas fundamentais necessárias para estudos avançados após a obtenção da classificação Shodan. Foi dito anteriormente que Ten Ryaku No Maki, Chi Ryaku No Maki e Jin Ryaku No Maki são divididos entre os graus de Dan, mas isso estava incorreto.
Nível do praticante é exibido pela cor do emblema da arte, chamado wappen (ワッペン), inscrito com o kanji "bu" (武) e "jin" (神). Existem quatro tipos de wappen (9-1 kyu, dan 1-4, 5-9 dan, e 10 a 15 dan), às vezes aumentada com até quatro de prata, ouro ou estrelas brancas (chamado hoshi) acima ou em torno do emblema, representando as fileiras individuais.
Em 4 dan (yondan), técnicos de submeter a um teste antes de o Soke para provar que eles são capazes de sentir a presença de perigo e evitá-la, considerada uma habilidade de sobrevivência fundamental. Isso é chamado Sakki. Este é o teste para 5 dan. Um praticante com o nível de godan ou acima tem o direito de solicitar uma licença de ensino (Shidoshi menkyo). A Shidoshi tem o direito de abrir seu próprio dojo, e estudantes do ensino fundamental até o nível de 4 dan. Um praticante com o nível de entre dan dan 1-4 pode se tornar um "professor assistente" licenciados (Shidoshi-ho), se apoiada por e atuando sob a supervisão de um Shidoshi quinto-nono dan ou uma pessoa que detém o nível de 10 dan (Judan). Na Bujinkan uma pessoa que tem o nível de entre 8 e dan dan 15 é muitas vezes referida como um shihan.
Além do sistema de kyu / dan, alguns shihans ganharam Menkyo Kaiden "licenças de ensino completo" nas escolas individuais. Estes Menkyo Kaiden essencialmente estabelecer que o praticante mestre, aprendeu tudo o que há para aprender sobre a linhagem particular. Considerando as fileiras kyu / dan são muitas vezes tornada pública, os shihans selecionados que ganharam menkyo kaiden raramente divulgarem o seu estado, às vezes até sendo relutantes em reconhecer a sua classificação dan reais para os estrangeiros.

##### Classificação Dan (em japonês)
- 1º Dan - Shodan
- 2º Dan - Nidan
- 3º Dan - Sandan
- 4º Dan - Yondan
- 5º Dan - Godan

Neste momento todos os 5º Dan (Godan), os exames devem ser realizados no Japão com o Soke Masaaki Hatsumi ou por Shihan abilitado para este teste.
- 6º Dan - Rokudan
- 7º Dan - Nanadan
- 8º Dan - Hachidan
- 9º Dan - Kudan
- 10º Dan - Judan

Este é o topo do ranking de graduação Shihan, chegando aqui terá as assinaturas de pelo menos outros 2 Judans mais o acordo final do Soke Hatsumi.
- 11º Dan Judan Chigyo Menkyo Kaiden
- 12º Dan Junidan Suigyo Menkyo Kaiden
- 13º Dan Jusandan Kagyo Menkyo Kaiden
- 14º Dan Juyondan Fugyo Menkyo Kaiden
- 15º Dan Jugodan Kugyo Menkyo Kaiden